# Dècada del 110
La dècada del 110 comprèn el període que va des de l'1 de gener del 690 fins al 31 de desembre del 119.

## Personatges destacats
- Hadrià, emperador romà (117-138)
- Marc Ulpi Trajà, emperador romà (98-117)
- Sixt I, papa (115-125)
- Papa Alexandre I, papa (105-115)